# Couvent des Feuillantines
Le couvent des Feuillantines, était un monastère parisien supprimé en 1792 qui était situé à l’emplacement de l’actuelle rue des Feuillantines.

## Histoire
Le couvent fut fondé en 1622  rue du Faubourg-Saint-Jacques   par Anne d’Autriche à la demande d’Anne Gobelin de la famille des teinturiers du faubourg Saint-Marcel qui fit venir de Toulouse six feuillantines.
Les terrains furent achetés par Anne Gobelin, épouse de Charles d'Estournel, seigneur de Corbie. Ils couvraient près de six hectares et demi et comprenaient quelques habitations. Le domaine  s’étendait à l’arrière des bâtiments conventuels situés à l'emplacement des no 4 à 8 de la rue des Feuillantines et de l’église  construite par l’architecte Jean Marot et achevée vers 1672.
La première pierre est posée en 1626 par François II de Bassompierre comme le rappelle une plaque conservée au musée Carnavalet, le qualifiant de "haut et puissant seigneur". En 1631, de nouveaux bâtiments sont inaugurés pour recevoir de manière plus convenables les 33 religieuses alors présentes. Le couvent comprenait aussi une pension qui accueillait les Dames de Paris, et dont Bossuet disait "on y respire l'air le plus pur et le plus serein de la ville". Soucieux de faire respecter une clôture plus stricte, l'archevêque de Paris, Jean-François de Gondi, interdit aux séculiers d'accéder au cloître ainsi qu'au réfectoire du couvent.
Le couvent des Feuillantines était un lieu de pension pour les dames de l'aristocratie parisienne qui venaient y chercher retrait spirituel et un cadre bucolique. En 1685, lMademoiselle de la Trousse, cousine de Madame de Sévigné y meurt.  En 1703, l'épouse de son fils Charles, Jeanne-Marguerite de Mauron, y séjourne alors que son mari s'est retiré dans une cellule du séminaire Saint-Magloire tenu par les oratoriens.   
Les feuillantines portaient une robe de laine blanche et un voile noir. Les Dames pensionnaires étaient enterrées en habit de religieuse. 
En 1695, le couvent est à son apogée avec 65 religieuses, 25 converses et 106 pensionnaires, selon un recensement. Cependant au XVIIIe siècle, le couvent décline peu à peu. En 1790, il ne reste que 20 religieuses et 10 converses.  
Le couvent fut fermé en septembre 1792, vendu comme bien national et transformé en logements avec le grand parc de l'ancienne maison religieuse à l’arrière où vécut Victor Hugo une partie de son enfance de 1808 à 1813 dans un appartement au milieu des ruines et du jardin sauvage. Par ailleurs le général de la Horie s'y cache un temps avant son exécution après l'échec du complot du général Malet en 1812.
La rue des Feuillantines fut ouverte en 1805 sur l’allée donnant accès à l’église et entraina la destruction de cet édifice qui était situé à l'emplacement du no 11.
Les vestiges du couvent furent rasés en 1864 pour l’ouverture de la rue Gay-Lussac.
Une maison annexe du couvent bâtie en 1688 est préservée au no 10 de la rue des Feuillantines. La façade arrière de l’immeuble conserve des croisées  du XVIIIe siècle et une cage d'escalier est inscrite depuis 1989 aux monuments historiques.

## Abbesses
Les abbesses sont appelées Madame

### Abbesses commendataires
À partir du Concordat de Bologne, commence la série des abbesses commendataires et seigneurs temporels, nommé par le roi :
- 1629 :  Mme de Roquelaure, a pris l'habit sous le nom de Sainte-Catherine de Jésus
- 1664 : Henriette d’Espinay-Saint-Luc (†1671), fille de Timoléon d'Espinay, abbesse de Saint-Paul de Soissons, résigne le 1e février 1664 en faveur de sa sœur Françoise Catherine, pour devenir abbesse des Feuillantines, puis d’Étival-en-Charnie.

## Galerie

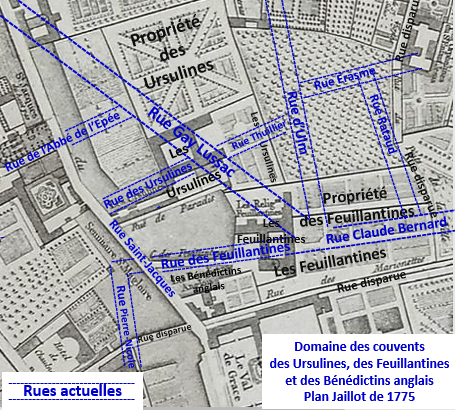
Situation du couvent en 1775.
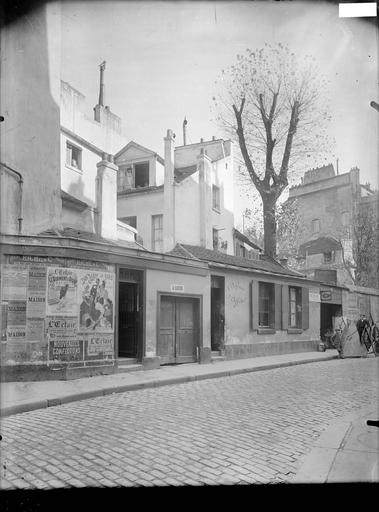
Façade sur rue des vestiges de l’ancien couvent en 1899.
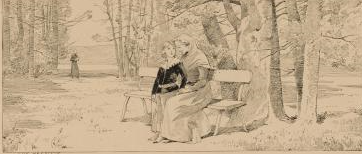
Victor Hugo dans le jardin de l'ancien couvent des Feuillantines en 1813.